# Agostinho Cesar Valente
Agostinho Cesar Valente (Carangola, 28 de agosto de 1948) é um bancário, advogado e político brasileiro do estado de Minas Gerais.
Foi eleito deputado estadual de Minas Gerais para a 11ª legislatura (1987 - 1991), eleito pelo PT

Agostinho Valente foi também deputado federal por Minas Gerais no período de 1991 a 1995